# Червоная Дериевка (Пятихатский район)
Червоная Дериевка (укр. Червона Деріївка) — село,
Троицкий сельский совет,
Пятихатский район,
Днепропетровская область,
Украина.
Код КОАТУУ — 1224587508. Население по переписи 2001 года составляло 282 человека .

## Географическое положение
Село Червоная Дериевка примыкает к селу Березняк, на расстоянии в 1,5 км находится село Новотроицкое.